# La Fille dans le brouillard
Pour plus de détails, voir Fiche technique et Distribution.
La Fille dans le brouillard (La ragazza nella nebbia) est un film franco-germano-italien réalisé par Donato Carrisi, sorti en 2017. En France, il est diffusé directement à la télévision sur Canal+.

## Synopsis
Dans le petit village d'Avechot, en pleine montagne, la veille de Noël, une jeune fille sans histoire, Anna Lou Kastener, disparaît sans laisser de traces. Le commissaire Vogel, un homme très médiatique accro aux caméras qui le suivent partout, est envoyé sur place pour tenter de la retrouver. Entouré d'une meute de journalistes qui surveillent ses faits et gestes, Vogel comprend très vite que la disparition le mène dans une impasse et qu'il sera incapable de la retrouver. Il enquête d'abord dans la famille de l'adolescente, dont les parents sont des membres d'une congrégation religieuse fanatisée, avant de s'intéresser à un jeune homme étrange et solitaire. Mais ces pistes ne mènent à rien. Pour ne pas perdre la face aux yeux du public, Vogel décide de créer son coupable idéal et accuse, grâce à des preuves falsifiées, le plus innocent des habitants du village : un professeur de lycée, Loris Martini, respecté de tous et aussi bon père de famille. La manigance de Vogel fonctionne : après avoir perdu son métier, son honneur et ses proches, Martini est envoyé en prison. Mais de sa cellule, il prépare minutieusement la chute et l'humiliation médiatique de Vogel.

## Fiche technique
- Titre original : La ragazza nella nebbia
- Titre français : La Fille dans le brouillard
- Réalisation : Donato Carrisi
- Scénario : Donato Carrisi, d'après son roman éponyme
- Musique : Vito Lo Re
- Montage : Massimo Quaglia
- Photographie : Federico Masiero
- Décors : Maria Grazia Schirripa
- Costumes : Patrizia Chericoni
- Producteurs : Maurizio Totti et Alessandro Usai
- Sociétés de production : Colorado Film Production et Medusa Film
- Distribution : Medusa Distribuzione
- Pays de production :  Italie,  Allemagne,  France
- Langue originale : italien
- Durée : 128 minutes
- Genre : thriller
- Dates de sortie : 
  - Italie : 26 octobre 2017
  - France : 6 avril 2018 (Diffusion à la télévision)

## Distribution
- Toni Servillo (VF : Gabriel Le Doze) : commissaire Vogel
- Alessio Boni (VF : Bruno Choël) : prof. Loris Martini
- Lorenzo Richelmy (VF : Matyas Simon) : agent Borghi
- Galatea Ranzi (VF : Micky Sébastian) : Stella Honer
- Michela Cescon (VF : Sophie Troise) : agent Mayer
- Jean Reno (VF : lui-même) : Augusto Flores
- Greta Scacchi (VF : Emmanuelle Bondeville) : Beatrice Leman
- Antonio Gerardi (VF : Jean-Jacques Nervest) : avocat Giorgio Levi

## Distinction
- David di Donatello 2018 : Meilleur réalisateur débutant